# Photomath
Photomath és una aplicació educativa creada per la companyia https://microblink.com/en. Utilitza la realitat augmentada per poder trobar solucions numèriques a expressions algebraiques. Aquesta aplicació mòbil per aprendre matemàtiques ens permet revisar ràpidament si hem realitzat correctament els exercicis. Ens mostra pas a pas i amb explicacions com ha resolt l'equació. Tot i que és una ferramenta molt útil, té algunes restriccions com per exemple: no sap resoldre integrals, ni derivades entre moltes altres operacions.